# Simtek
Simtek Grand Prix ist ein ehemaliger Rennstall, der aus der 1989 von Max Mosley und Nick Wirth gegründeten Motorsporttechnologiefirma Simtek Research Ltd. hervorging und in den Jahren 1994 und 1995 an der Formel-1-Weltmeisterschaft teilnahm. Der Name „Simtek“ setzt sich aus den Begriffen „Simulation“ und „Technology“ zusammen.

## Unternehmensgeschichte
Simtek Research war anfänglich ein Dienstleister für die Motorsportbranche. Ziel des Unternehmens war es, effektive und kostengünstige Entwicklungen für bestehende Motorsportteams bereitzustellen. In der ersten Zeit operierte Simtek in Wirths Privatwohnung, bereits 1990 aber expandierte das Unternehmen und bezog eine Fabrik in Banbury, zu der auch ein Windkanal gehörte. Durch die Vermittlung Mosleys erhielt Simtek zahlreiche Entwicklungsaufträge von Formel-1- und Formel-3000-Teams. Zu den Simtek-Kunden gehörte unter anderem die Équipe Ligier.
Einen ersten Schritt in Richtung Formel 1 tat Simtek 1991, als das Unternehmen ein Formel-1-Chassis für BMW entwickelte, das als Versuchsträger für einen möglichen Einstieg des Unternehmens in den Grand-Prix-Sport dienen sollte. BMW verfolgte das Projekt allerdings zunächst nicht weiter. 1992 gab Simtek die Fahrzeuge an das italienische Team Andrea Moda Formula weiter, das sie mit Zehnzylindermotoren von Judd unter der Bezeichnung Andrea Moda S921 an den Start brachte. Vor Saisonende schloss die FIA das Team allerdings von der Weltmeisterschaft aus. Für die Saison 1993 hatte Simtek den Auftrag, für das neu gegründete spanische Team Team Bravo España ein Chassis zu entwickeln, das von Nicola Larini und Jordi Gené eingesetzt werden sollte. Als jedoch der designierte Teamchef Jean-Pierre Mosnier kurz vor Saisonbeginn starb, kam auch dieses Projekt zum Erliegen.

## Werksteam in der Formel 1

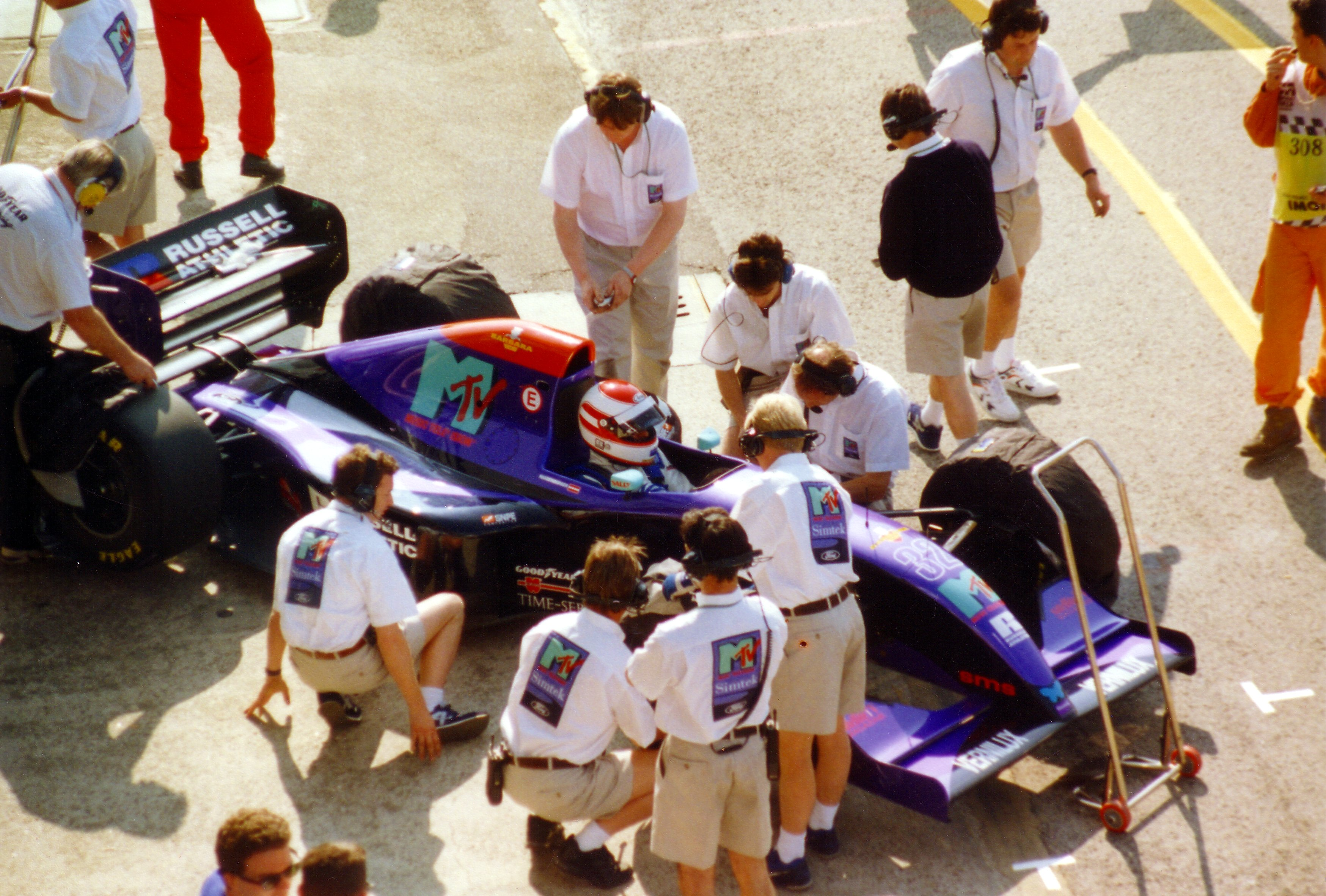
Roland Ratzenberger während des Qualifyings in Imola 1994

Ab 1994 trat Simtek schließlich in der Formel 1 an. Das Team konkurrierte dabei unmittelbar mit dem Rennstall Pacific Racing, der zeitgleich in der Formel 1 debütierte. Simtek war sowohl 1994 als auch 1995 leistungsstärker als Pacific; zu den etablierten Teams konnte Simtek allerdings gleichwohl nicht aufschließen. Die Geschichte des Teams wurde vom tödlichen Unfall des Piloten Roland Ratzenberger am 30. April 1994 beim Großen Preis von San Marino 1994 überschattet. Im Mai 1995 war das Team zahlungsunfähig; da die Sponsoren weitere Geldzahlungen verweigerten, stellte es den Rennbetrieb nach dem Großen Preis von Monaco 1995 ein.
Die Fahrzeuge des Teams wurden von Nick Wirth entworfen, der gleichzeitig als Teamchef fungierte. Insgesamt bestritten die Simtek-Fabrikate S941 und S951 in der Formel 1 20 Große Preise; die beste Platzierung waren dabei zwei neunte Plätze beim Großen Preis von Frankreich 1994 und beim Großen Preis von Argentinien 1995.

## Zahlen und Daten

### Statistik in der Formel 1
| Saison | Teamname        | Chassis | Motor          | Reifen | GP | Siege | Zweiter | Dritter | Poles | schn. Runden | Punkte | WM-Rang |
| ------ | --------------- | ------- | -------------- | ------ | -- | ----- | ------- | ------- | ----- | ------------ | ------ | ------- |
| 1994   | MTV Simtek Ford | S941    | Ford HB 3.5 V8 | G      | 16 | −     | −       | −       | −     | −            | −      | 13.     |
| 1995   | MTV Simtek Ford | S951    | Ford ED 3.0 V8 | G      | 5  | −     | −       | −       | −     | −            | −      | 13.     |
| Gesamt | Gesamt          | Gesamt  | Gesamt         | Gesamt | 21 | −     | −       | −       | −     | −            | −      |         |

### Alle Fahrer von Simtek in der Formel 1
| Name                   | Jahre     | Grands Prix | Siege | Zweiter | Dritter | Poles | schn. Runden | Punkte | beste WM-Pos. |
| ---------------------- | --------- | ----------- | ----- | ------- | ------- | ----- | ------------ | ------ | ------------- |
| David Brabham          | 1994      | 16          | −     | −       | −       | −     | −            | −      | 31. (1994)    |
| Domenico Schiattarella | 1994–1995 | 7           | −     | −       | −       | −     | −            | −      | 27. (1995)    |
| Jean-Marc Gounon       | 1994      | 7           | −     | −       | −       | −     | −            | −      | 29. (1994)    |
| Jos Verstappen         | 1995      | 5           | −     | −       | −       | −     | −            | −      | 31. (1995)    |
| Roland Ratzenberger    | 1994      | 1           | −     | −       | −       | −     | −            | −      | 34. (1994)    |
| Taki Inoue             | 1994      | 1           | −     | −       | −       | −     | −            | −      | 45. (1994)    |
| Andrea Montermini      | 1994      | −*          | −     | −       | −       | −     | −            | −      | −             |

* Der Fahrer konnte sich für kein Rennen qualifizieren.

### Ergebnisse in der Formel 1
| Saison | Chassis | Fahrer           | Nr. | 1   | 2   | 3   | 4   | 5   | 6  | 7   | 8  | 9   | 10  | 11  | 12  | 13  | 14  | 15  | 16  | 17 | Punkte | Rang |
| ------ | ------- | ---------------- | --- | --- | --- | --- | --- | --- | -- | --- | -- | --- | --- | --- | --- | --- | --- | --- | --- | -- | ------ | ---- |
| 1994   | S941    |                  |     |     |     |     |     |     |    |     |    |     |     |     |     |     |     |     |     |    | –      | 13.  |
| 1994   | S941    | D. Brabham       | 31  | 12  | DNF | DNF | DNF | 10  | 14 | DNF | 15 | DNF | 11  | DNF | DNF | DNF | DNF | 12  | DNF |    | –      | 13.  |
| 1994   | S941    | R. Ratzenberger  | 32  | DNQ | 11  | DNS |     |     |    |     |    |     |     |     |     |     |     |     |     |    | –      | 13.  |
| 1994   | S941    | A. Montermini    | 32  |     |     |     |     | DNQ |    |     |    |     |     |     |     |     |     |     |     |    | –      | 13.  |
| 1994   | S941    | J. Gounon        | 32  |     |     |     |     |     |    | 9   | 16 | DNF | DNF | 11  | DNF | 15  |     |     |     |    | –      | 13.  |
| 1994   | S941    | D. Schiattarella | 32  |     |     |     |     |     |    |     |    |     |     |     |     |     | 19  |     | DNF |    | –      | 13.  |
| 1994   | S941    | T. Inoue         | 32  |     |     |     |     |     |    |     |    |     |     |     |     |     |     | DNF |     |    | –      | 13.  |
| 1995   | S951    |                  |     |     |     |     |     |     |    |     |    |     |     |     |     |     |     |     |     |    | –      | 13.  |
| 1995   | S951    | D. Schiattarella | 11  | DNF | 9   | DNF | 15  | DNF |    |     |    |     |     |     |     |     |     |     |     |    | –      | 13.  |
| 1995   | S951    | J. Verstappen    | 12  | DNF | DNF | DNF | 12  | DNF |    |     |    |     |     |     |     |     |     |     |     |    | –      | 13.  |

| Legende  | Legende            | Legende                                                          |
| Farbe    | Abkürzung          | Bedeutung                                                        |
| -------- | ------------------ | ---------------------------------------------------------------- |
| Gold     | –                  | Sieg                                                             |
| Silber   | –                  | 2. Platz                                                         |
| Bronze   | –                  | 3. Platz                                                         |
| Grün     | –                  | Platzierung in den Punkten                                       |
| Blau     | –                  | Klassifiziert außerhalb der Punkteränge                          |
| Violett  | DNF                | Rennen nicht beendet (did not finish)                            |
| Violett  | NC                 | nicht klassifiziert (not classified)                             |
| Rot      | DNQ                | nicht qualifiziert (did not qualify)                             |
| Rot      | DNPQ               | in Vorqualifikation gescheitert (did not pre-qualify)            |
| Schwarz  | DSQ                | disqualifiziert (disqualified)                                   |
| Weiß     | DNS                | nicht am Start (did not start)                                   |
| Weiß     | WD                 | zurückgezogen (withdrawn)                                        |
| Hellblau | PO                 | nur am Training teilgenommen (practiced only)                    |
| Hellblau | TD                 | Freitags-Testfahrer (test driver)                                |
| ohne     | DNP                | nicht am Training teilgenommen (did not practice)                |
| ohne     | INJ                | verletzt oder krank (injured)                                    |
| ohne     | EX                 | ausgeschlossen (excluded)                                        |
| ohne     | DNA                | nicht erschienen (did not arrive)                                |
| ohne     | C                  | Rennen abgesagt (cancelled)                                      |
| ohne     | keine WM-Teilnahme |                                                                  |
| sonstige | P/fett             | Pole-Position                                                    |
| sonstige | 1/2/3/4/5/6/7/8    | Punktplatzierung im Sprint-/Qualifikationsrennen                 |
| sonstige | SR/kursiv          | Schnellste Rennrunde                                             |
| sonstige | *                  | nicht im Ziel, aufgrund der zurückgelegten Distanz aber gewertet |
| sonstige | ()                 | Streichresultate                                                 |
| sonstige | unterstrichen      | Führender in der Gesamtwertung                                   |